# Marquesado del Donadío
El marquesado del Donadío, es un título nobiliario español concedido el 2 de septiembre de 1832 por el rey Fernando VII, a favor de Ángel Ezequiel Fernández de Liencres y Pando.
Su denominación hace referencia al cortijo del Donadío, que fue feudo del marqués.

## Marqueses del Donadío
|                           | Titular                                            | Periodo                   |
| Creación por Fernando VII | Creación por Fernando VII                          | Creación por Fernando VII |
| ------------------------- | -------------------------------------------------- | ------------------------- |
| I                         | Ángel Fernández de Liencres y Pando                | 1832-1850                 |
| II                        | Antonio Ángel Fernández de Liencres y Carvajal     | 1850-1877                 |
| III                       | Ángel Fernández de Liencres y Herrera              | 1877-1900                 |
| IV                        | Antonio Fernández de Liencres y Nájera             | 1900-1955                 |
| V                         | Ángel Fernández de Liencres y de la Viesca         | 1955-1976                 |
| VI                        | María del Socorro Fernández de Liencres y Elduayen | 1976-2001                 |
| VII                       | Antonio Fioravanti y Fernández de Liencres         | 2001-actualidad           |

## Historia de los marqueses del Donadío
- Ángel Fernández de Liencres y Pando (m. 1850), I marqués del Donadío,[1] alcalde de Úbeda, senador del reino y caballero de la Orden de Santiago. Era hijo de Manuel Fernández de Liencres y Pérez de Castañeda, IV marqués de Losada, y de María Josefa del Pando y Pérez del Camino.

Casó en Madrid en 1803 con María del Buen Consejo Carvajal Gutiérrez de los Ríos Fernández de Córdoba, VII vizcondesa de Villa Miranda. Le sucedió su hijo el 30 de abril de 1850:
- Antonio Ángel Fernández de Liencres y Carvajal (n. Ceuta, 22 de junio de 1807-Madrid, 12 de noviembre de 1876),[3][4] II marqués del Donadío,[1] IX vizconde de Villa Miranda[2] y diputado a Cortes por Jaén (1839-1844).[5]

Casó el 19 de marzo de 1836, en la iglesia de Santa María Magdalena de Granada, con María Encarnación Herrera y Almerá (bautizada el 3 de junio de 1816-21 de octubre de 1847), hija de Francisco de Paula Herrera y Rocafull, y de María Dolores de Almerá y Argumosa, hija del I conde de Selva Florida. Al enviudar, casó con su cuñada Amalia. Le sucedió su hijo el 20 de agosto de 1877:
- Miguel Ángel Fernández de Liencres y Herrera (Madrid, 10 de junio de 1839-12 de diciembre de 1898), III marqués del Donadío[2] y X vizconde de Villa Miranda.[2]

Casó el 26 de octubre de 1863 con María de la Concepción Nájera y Aguilar, (m. 19 de marzo de 1915), hermana del I marqués de Nájera. En 15 de febrero de 1900, sucedió su hijo:
- Antonio Fernández de Liencres y Nájera (n. 27 de abril de 1866[2]),[7] IV marqués del Donadío[2] y XI vizconde de Villa Miranda.[2]

Casó el 3 de junio de 1893 con María Guadalupe de la Viesca y Roiz de la Parra, hija de Federico de la Viesca y de la Sierra, I marqués de Viesca de la Sierra, y de su esposa Ana Josefa Roiz de la Parra y de la Pedraja.  El 8 de julio de 1955, sucedió su hijo:
- Ángel Fernández de Liencres y de la Viesca (8 de febrero de 1896-15 de octubre de 1984),[9]  V marqués del Donadío[2] y III marqués de Nájera.[2]

Casó en primeras nupcias con María Teresa Elduayen y Ximénez de Sandoval. Contrajo un segundo matrimonio en octubre de 1921, en París, con Isabel Fernández de Villavicencio y Crooke. Casó en terceras nupcias el 4 de julio de 1936, en Las Palmas de Gran Canaria, con Carmen de Gurtubay y Alzola (1910-1959). En 15 de diciembre de 1976, sucedió su hija del primer matrimonio:
- María del Perpetuo Socorro Fernández de Liencres y Elduayen, conocida también como María Josefa,[a] VI marquesa del Donadío[1][10]  y IV marquesa de Nájera.[11]

Casó con Eduardo Fioravanti y Benigni. En el marquesado de Nájera le sucedió su hijo Eduardo Fioravanti y Fernández de Liencres y en el marquesado de Donadío le sucedió el 20 de marzo de 2001 su hijo:
- Antonio Fioravanti y Fernández de Liencres, VII marqués del Donadío.[12][1]